# Башня Киндией
Башня Киндией (Киндия) (рум. Turnul Chindiei, также Turnul Chindia) — средневековый исторический памятник в Румынии, входящий в ансамбль памятников Господарского Двора (рум. Curtea Domnească). В настоящее время башня имеет 27 метров в высоту и 9 метров в диаметре и является символом города Тырговиште.

## История
В конце XIV века во Дворе господаря находился воевода, а затем господарь Валахии Мирча I Старый. Археологические раскопки середины XX века показали, что башня Киндией датируется второй половиной XV века и строилась господарем Валахии Владом Цепешем.

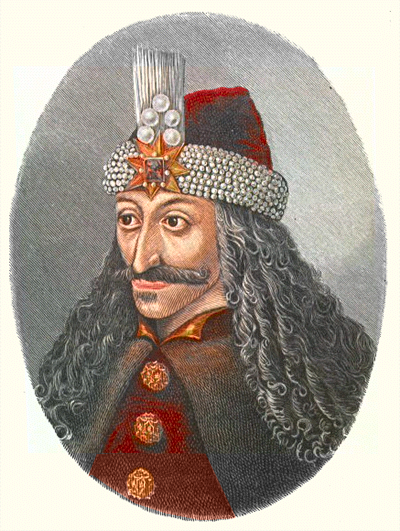
Влад III Цепеш

Документальные сведения о башне появились гораздо позже, в XVI веке. Так существование башни было зафиксировано венецианским путешественником Антонио Пигафетта. Позже башню также отметил болгарский католический епископ Petar Bogdan, а также другие путешественники, в числе которых был Павел Алеппский. В середине XVIII века в латинской рукописи из библиотеки Batthyaneum Library, говорилось, что башня использовалась в качестве тюрьмы. В 1840 году французский художник Michel Bouquet отобразил на своей картине башню незадолго до реставрации.
Между 1847 и 1851 годами башня была полностью отреставрирована господарем Валахии Георгием Бибеску, который добавил ей 5 метров в высоту и в современном состоянии высота башни составляет 27 метров.
Последние существенные работы по реставрации интерьера башни Киндией были проведены в 1960-х годах Дирекцией исторических памятников Румынии. Внешняя реставрация башни была проведена в 1995 году.

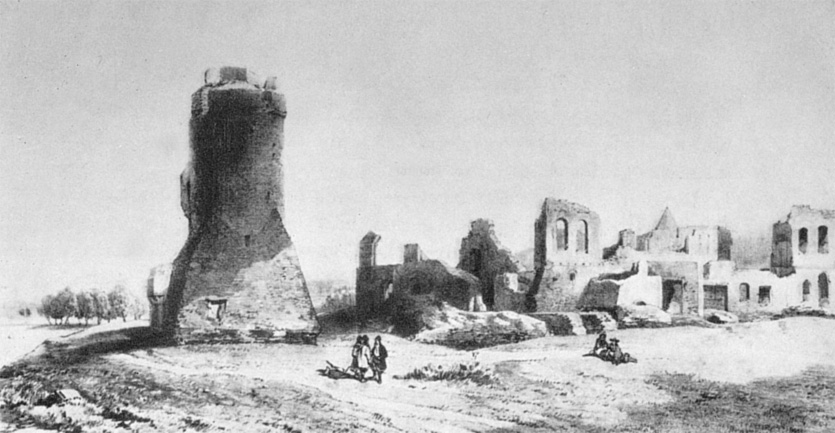
Изображение башни в 1840 году, картина Michel Bouquet
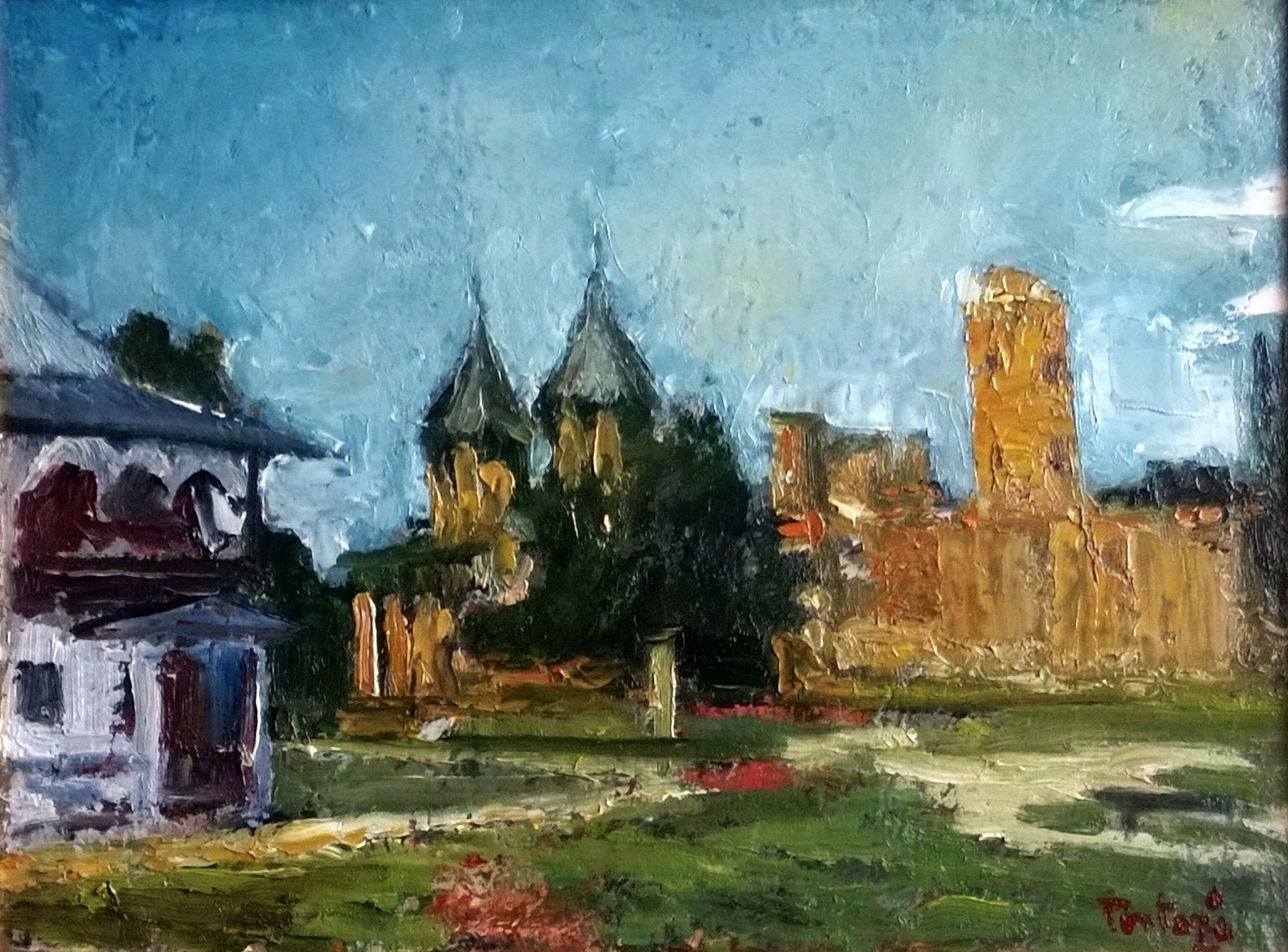
Картина Valeriu Pantazi, XX век